# آسپیراتور (ابزار پزشکی)

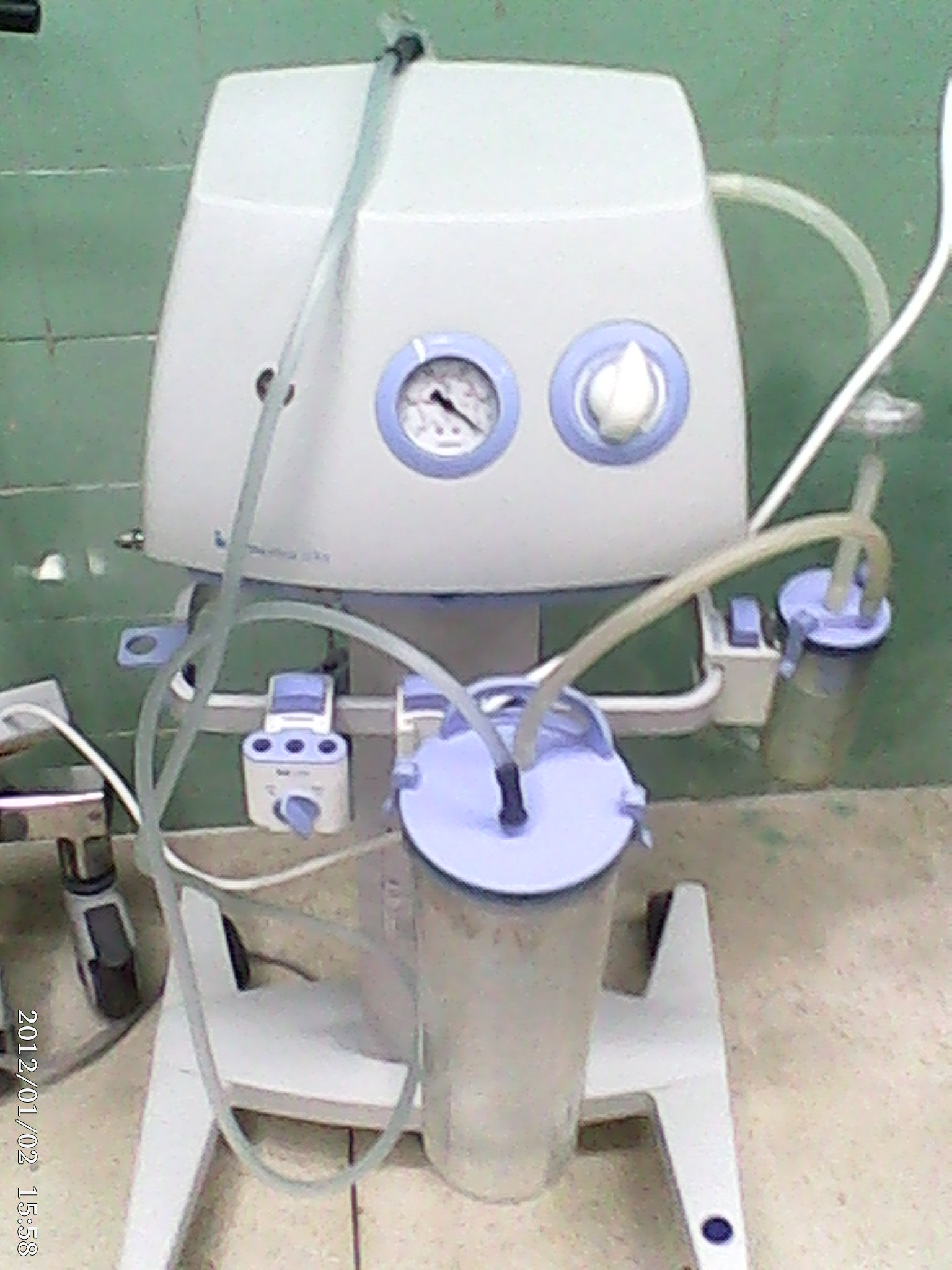
نمونه‌ای از یک آسپیراتور بیمارستانی

آسپیراتور(به انگلیسی: Aspirator) دستگاهی می‌باشد  که جهت خارج کردن مخاط و سایر مایعات از  بدن بکار می رود. این وسیله به شکل یک محفظه که با پمپ خلا تخلیه می‌شود، ساخته می‌شود. ورودی دستگاه به بدن بیمار متصل شده و مایعات را به داخل محفظه منتقل می‌کند. این وسیله معمولاً به شکل قابل حمل طراحی می‌شود تا بتوان از آن در آمبولانس‌ها نیز استفاده کرد.
- هوای ورودی به دستگاه و هوای خروجی توسط فیلترهای مخصوصی عاری از گرد و غبار می‌شود.
- مهم‌ترین فیلتر بکار رفته در آن ، هیدروفوبیک می‌باشد  که هوای مرطوب عفونی ناشی از ترشحات بدن بیمار را فیلتر می‌کند.

## نگارخانه

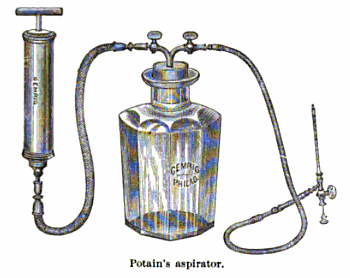
آسپیراتور قابل حمل
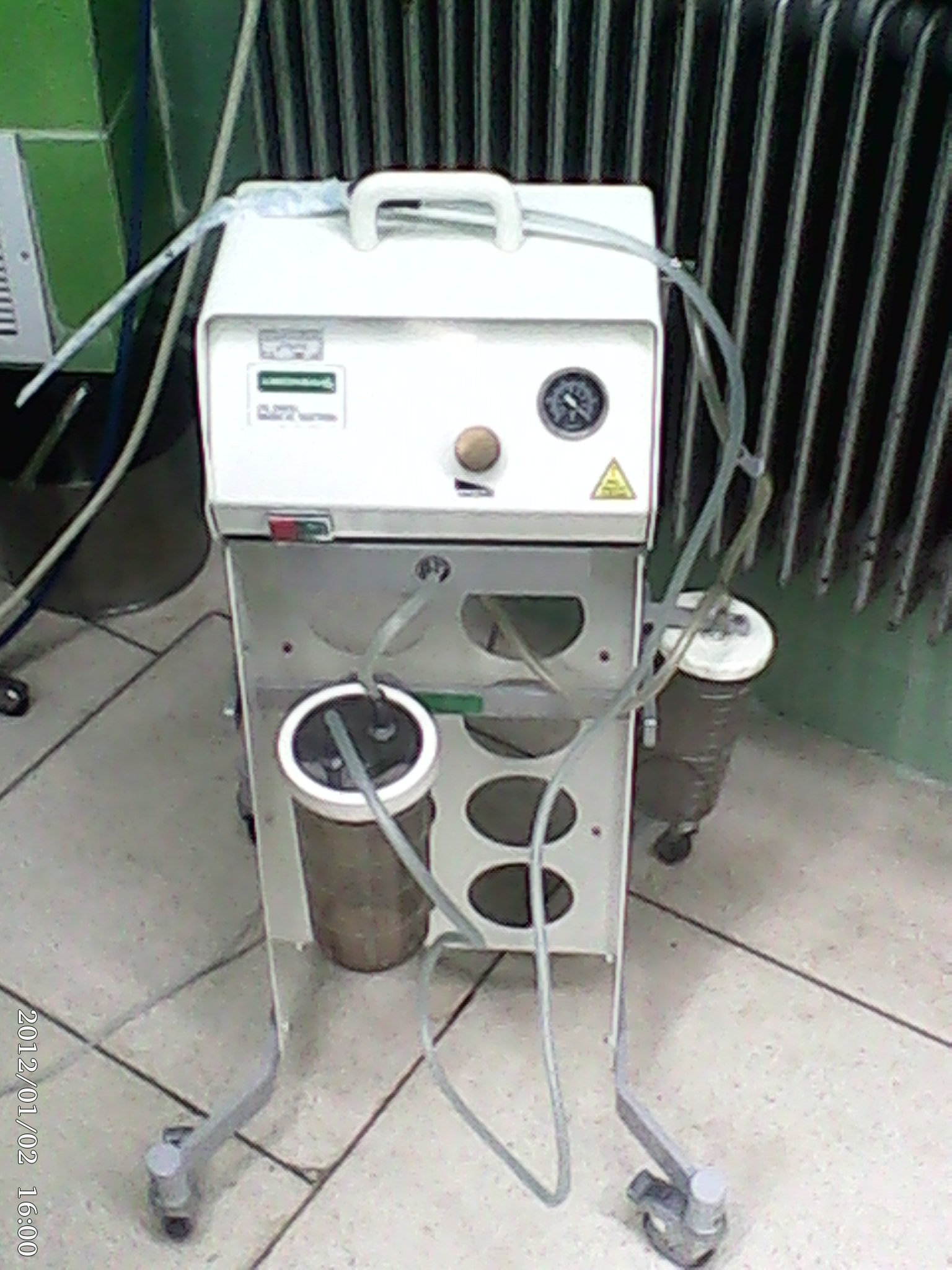
آسپیراتور بیمارستانی
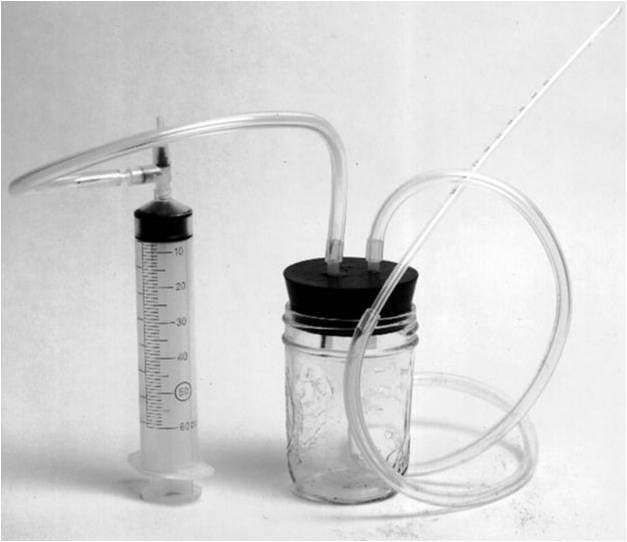
آسپیراتور قابل حمل جهت نمونه برداری ترشحات قاعدگی